# John Marston
John Marston é um personagem fictício da série de jogos Red Dead da Rockstar Games. É o protagonista do jogo de 2010 Red Dead Redemption, onde a ação se passa em 1911 durante o declínio do Velho Oeste em que Marston é forçado a localizar e a matar os últimos membros do seu ex-grupo em troca da sua família. Também é protagonista em Undead Nightmare, conteúdo extra em que o apocalipse zombie é o tema principal. Regressa de novo em 2018 em Red Dead Redemption 2 como personagem secundário, em que a ação decorre antes do primeiro jogo, mostrando o seu dia a dia no grupo e nas suas tentativas de começar uma vida normal com a sua família.
John Marston é interpretado por Rob Wiethoff através de captura de movimentos, e foi criado para ser discreto e focado na sua vida familiar. No segundo jogo, Wiethoff olhou para a sua própria juventude como inspiração. Os escritores acharam que o seu papel original iria limitá-lo no segundo jogo. Foi bem recebido pelos críticos que citam a sua maturidade, complexo moral, ambiguidade e a sua busca por redenção como pontos focais. A interpretação de Wiethoff também recebeu aclamação crítica.

## Criação
Rob Wiethoff preparou-se para a audição para o papel de John Marston enquanto dobrava roupa, praticando as linhas do texto. Nessa altura Wiethoff não fazia ideia qual seria o jogo apenas que era "um projeto sem título". Sentiu que a audição foi um pouco perda de tempo, mas acabou por receber o papel uns dias depois. O processo de captura de movimentos envolveu varias gravações simultâneas de movimento e voz, enquanto uma outra pequena parte foi feita num estúdio de gravação. Wiethoff trabalhou no primeiro jogo quase dois anos, com a produção principal a durar cerca de seis semanas. As gravações duraram algumas semanas antes de uma pausa de um ou dois meses. Wiethoff estima que terão sido gravadas 12–15 cenas diariamente. A equipa de gravação referia-se frequentemente a cenas do jogo anterior da Rockstar, Grand Theft Auto IV (2008); Wiethoff fingiu entender antes de finalmente admitir que nunca tinha jogado ao jogo.
John foi criado para ser um "homem de família". Para dar uma experiência mais interessante, a equipa criou-o para ser mais subtil e discreto em Red Dead Redemption, oposto ao típico herói ou vilão. O director Ted Carson disse que o personagem tornou-se interessante devido à combinação entre cínismo e realismo. Referiu também que as decisões precoces na vida de John tiveram um resultado direto na sua ideia de aceitação, dando a ideia que ele próprio não tinha consciência das suas ações. Foi pedido a Wiethoff para regressar para Undead Nightmare um mês depois de se ter mudado de Los Angeles para Seymour no Indiana, onde o primeiro jogo foi gravado. Undead Nightmare foi gravado em Nova Iorque.
Ao criarem John em Red Dead Redemption 2, os escritores sentiram que os jogos anteriores poderiam limitar a sua produção, visto que os jogadores já estavam familiarizados com a sua história. Wiethoff olhou para a sua própria juventude como inspiração; sempre procurou os amigos da irmã mais velha para conselhos da mesma maneira que John usa a gangue para validação. Os "durões" da sua terra natal também serviram de inspiração para a personalidade de Marston.

## Biografia fictícia
A mãe de John, uma prostituta, morreu ao dar à luz e o seu pai, cego depois de uma briga num bar, morreu quando John tinha apenas oito anos. John acabou por viver num orfanato durante alguns anos antes de fugir. Aos doze anos John foi ameaçado de linchamento depois de ter sido apanhado a roubar. Foi salvo por Dutch van der Linde, que o levou para o seu gangue e o educou. Quando Abigail Roberts entra para o gangue, ela e John apaixonam-se e têm um filho, Jack.

### Red Dead Redemption 2
Durante os eventos do jogo em 1899, John é enviado em patrulha enquanto o gangue tenta escapar dos Pinkertons. Depois de ter sido atacado por lobos (ficando com cicatrizes no rosto) e de se ter perdido nas montanhas, acaba por ser salvo pelos colegas Arthur Morgan e Javier Escuella. Depois de recuperado, junta-se de novo ao gangue para fazer alguns trabalhos antes de planearem um assalto a um comboio. Depois de um roubo falhado a um banco, John é capturado e preso. Arthur e Sadie salvam-no, opondo-se ao desejo de Dutch. John, tal como Arthur, começa a aperceber-se da paranóia e da falta de razão de Dutch; preocupado com a família de John, Arthur diz-lhe para fugir do gangue quando for o tempo certo. Dias depois, John é abandonado e deixado para morrer durante o assalto ao comboio mas acaba por regressar ao campo onde encontra Arthur a confrontar Dutch e Micah. Quando os Pinkertons invadem o campo, Arthur e John escapam. John regressa para a sua família, cumprindo o desejo de Arthur.
Anos depois, em 1907, John encontra um trabalho honesto com Abigail numa quinta, mas quando John riposta contra alguns bandidos que o ameaçaram a si e ao seu empregador, Abigail foge com Jack. John começa a trabalhar para a convencer a regressar ganhando dinheiro para conseguir comprar uma propriedade em Beecher's Hope. Acaba por construir um rancho com a ajuda de Uncle e de Charles Smith, enquanto Sadie o ajuda a encontrar trabalhos para pagar os empréstimos. Depois do regresso de Abigail, John pede-lhe em casamento. Com Sadie e Charles, John ataca o novo gangue de Micah, onde encontram Dutch. Num impasse Mexicano, Dutch dispara em Micah, permitindo que John o mate. John e Abigail casam-se no seu novo rancho. A cena final do jogo mostra os agentes federais Edgar Ross e Archer Fordham a vigiar o rancho.

### Red Dead Redemption
Em 1911, Ross e Fordham ordenam John para agir como caçador de recompensas e capturar os seus velhos colegas do gangue. Para terem certeza que John cumpre, os agentes raptaram Jack e Abigail, com promessa de serem libertados depois das obrigações de John. Acaba por trabalhar com muitos indivíduos por todo o estado de New Austin, que o ajudam a assaltar o forte de Bill Williamson, um ex-membro do gangue. Bill acaba por fugir para o México para procurar ajuda de outro membro do gangue, Javier Escuella. Ai, John acaba por se envolver numa guerra civil entre soldados e rebeldes. Com relutância trabalha para ambos os lados, apenas para procurar informação sobre Bill e Javier. Eventualmente encontra Javier e o jogador tem a opção de o matar ou de o entregar aos agentes. Bill também é encontrado e morto, por John ou por Abraham Reyes, o líder dos rebeldes.
Quando John regressa para estar junto da família, Ross diz-lhe que ele tem de encontrar Dutch. Depois de vários ataques sem sucesso às operações de Dutch, John e os agentes criam um assalto ao seu esconderijo. John persegue Dutch até um penhasco, onde Dutch comete suicídio. Com a sua velha gangue morta, John e a sua família regressam a casa. Trabalha durante algum tempo no rancho até ser atacado por soldados Americanos, e Uncle é morto. John defende a sua família, mas acaba por ser morto. É enterrado numa colina junto ao rancho.

### Undead Nightmare
Em Undead Nightmare, uma realidade alternativa de apocalipse zombie e não-canone, John descobre que o mundo está a ser assolado por um vírus que dá vida aos mortos. Depois de prender os infectados Jack e Abigail, John tenta descobrir a origem da praga. Ao chegar ao México, uma freira diz-lhe que o responsável pode ser Reyes. John mata o infectado Reyes e encontra uma rapariga, que lhe diz que Reyes profanou uma série de catacumbas por baixo de um edifício governamental e que roubou uma antiga máscara azteca, desencadeando o caos e por conseguinte libertando o vírus. John e a rapariga vão para as catacumbas e devolvem a máscara. Quando John regressa a casa descobre que a sua família está curada. Passado alguns meses após a sua morte, John sai da sua sepultura, isto porque a máscara foi de novo roubada fazendo novamente os mortos ganharem vida. No entanto John foi enterrado com água benta e por isso tornou-se um fantasma ainda retendo a sua alma e a capacidade de usar armas.

## Recepção

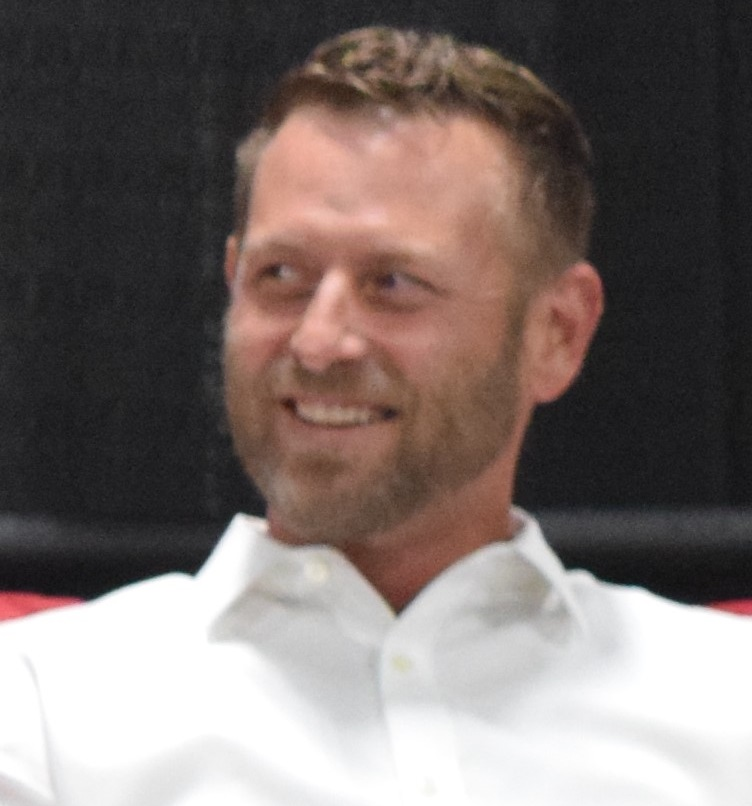
A interpretação de Rob Wiethoff como John Marston recebeu aclamação crítica.

John Marston recebeu aclamação critica. Keith Shaw de Network World descreveu-o como "complicado". Seth Schiesel do The New York Times refere que "[John] e o seus criadores invocam uma re-imaginação convincente, coesa e cativante do mundo real, que estabelece um novo padrão de sofisticação e ambição nos jogos eletrônicos." GamesRadar coloca-o entre os melhores da geração, elogiando a sua vulnerabilidade vista na sua vida familiar. Javy Gwaltney da revista Game Informer diz que John é a melhor criação da Rockstar Games, fazendo notar que as complexidades da sua personalidade fazem dele mais realista do que a maior dos outros protagonistas. Brian Albert do IGN considera John um dos "mais mauzões com um revólver", elogiando a sua perícia e natureza protecionista. Dan Whitehead do Eurogamer escreveu que o enredo de Undead Nightmare percebeu o espirito do elenco, e que o tratamento discreto de Marston fez dele "um dos grandes personagens da indústria dos jogos de video".
Antes do lançamento de Red Dead Redemption 2, Heather Alexandra do Kotaku disse estar preocupada com o regresso de John, porque a ideia de ter um passado vago tornou a sua história no primeiro jogo mais interessante. Game Informer disse que no final de Red Dead Redemption 2, John tornou-se "o homem que conhecíamos do jogo original: adorado, fiel, honrado e tragicamente condenado". Dave Meikleham do GamesRadar escreveu que o clímax de Red Dead Redemption 2 foi eficaz ao explicar o comportamento de John no primeiro jogo. Russ Frushtick do Polygon, considerou que mesmo sendo no epílogo, a história de John por ter um propósito mais direto tornou-se mais motivante que a de Arthur Morgan. Já Paul Tassi da Forbes, sentiu a de Arthur mais interessante isto porque passou a maior parte do tempo com este e que a personagem de John teve falta de desenvolvimento. Semelhante a Tassi, Gwaltney da Game Informer considera que Morgan é o melhor protagonista, referindo que John teve falta de crescimento durante o jogo. Jess Joho escreveu no Mashable que Arthur e John são "anti-heróis praticamente intercambiáveis", fazendo notar a sua desilusão com a falta de temas entre os dois. Joshua Duckworth do Gamerant diz que Marston é mais leal e tem melhor personalidade que Morgan, para além de ter um final mais adequado e representar melhor o declínio do Velho Oeste. Alguns jogadores criticaram algumas atualizações feitas ao jogo, isto porque depois a aparência de John ficou mais semelhante com a de Arthur.
Pelo seu papel em Red Dead Redemption, Rob Wiethoff ganhou o prémio de ‘Desempenho Excecional’ no Interactive Achievement Awards. Foi também nomeado para ‘Melhor Desempenho Masculino’ nos Spike Video Game Awards, onde John foi também nomeado como ‘Personagem do Ano’. Em 2013, a revista Complex nomeou o desempenho de Wiethoff como um dos melhores de sempre, elogiando o impacto que teve na evolução de Marston. John Marston foi colocado em sexto na lista dos "30 Personagens que Definiram Uma Década" da revista Game Informer.